# Washington (Pensylwania)
Washington – miasto w stanie Pensylwania w hrabstwie Washington w Stanach Zjednoczonych. Miasto to zostało założone w 1768 roku.
- Powierzchnia:
- Ludność: 15 268 (2000)